# 세이프 (2013년 영화)
《세이프》(영어: SAFE)는 2013년 대한민국에서 제작한 문병곤 감독의 단편 영화이다.
제 66회 2013년 칸 영화제에서 단편 부분 황금종려상(프랑스어: Palme D'or)을 수상했다. 한국 영화가 칸 영화제 단편 부문에서 상을 받은 것은 1999년 송일곤 감독의 《소풍》 이후 14년 만이다. 게다가 《소풍》은 심사위원특별상(프랑스어: Grand Jury Prize)이었기에 칸 영화제에서 단편 부분 황금종려상을 수상한 것은 이 영화가 한국인 최초이다. 《세이프》는 언론의 많은 주목을 받았으며 이 후 다양한 영화제에서도 호평을 받았다.

## 줄거리
상품권을 현금으로 바꿔주는 불법 사행성 게임장 환전소가 있다. 이 곳에서 아르바이트를 하는 여대생은 미리 가불한 알바비를 갚기 위해, 손님들의 상품권 수를 약간 속이면서 일을 한다. 번번이 환전소에 속은 남자는 사장에게 항의를 하나 사장을 아르바이트 생의 편이다. 사장은 남자를 전혀 믿지 않고 오히려 남자에게 폭력을 가한다. 화가난 남자는 살의를 갖고 환전소를 다시 찾는다.

## 등장 인물
영화 속에서 언급되는 인물은 총 5명이다. (민지, 사장, 남자, 손님, 또 다른 알바생)
그러나 실제로 영화 속에서 얼굴이 등장하는 인물은 3명이다. (민지, 사장, 남자)
- 이민지(민지 역): 불법 도박장에서 상품권을 교환해주는 캐셔 역할. 미리 가불한 알바비를 갚기 위해 고객들이 상품권을 바꿀 때 2장씩 숨겨 자신이 갖는다. 목표는 위험한 이 알바를 그만 두는 것이다.
- 김현규(사장 역): 불법 도박장과 환전소를 운영하는 사장이다.
- 강태영(남자 역): 불법 도박장의 고객이다. 자신의 상품권이 2장씩 사라지는 것에 불만을 갖는다.

## 원작
원작은 중앙대학교 영화학과 권오광 작가의 시나리오 《한 평짜리 혐오》로 이를 각색해서 만들었다. 원작과의 가장 큰 차이점은 대사인데 《세이프》에선 주인공들의 대사가 거의 사라졌다. 그러나 환전소라는 공간과 등장인물은 같다. 또한 주제의식 또한 조금 다른데, 원작에서 환전소가 의미하는 것이 대학이라면 세이프는 돈을 지칭한다.

## 영화 해석

### 제목
세이프라는 제목은 안전하다, 금고 뜻을 동시에 나타낸다.

### 주제 의식
영화에서 가장 표현하고자 하는 것은 개미지옥과 같은 현대의 상황이다. 개미지옥에 빠졌을 때 나올라고 발버둥을 칠수록 더욱 빠져버린다. 영화에선 그러한 역설적인 상황을 보여주려고 했다.
특히 이러한 아이러니가 영화의 핵심이다. 영화는 여자 주인공이 계획한대로 흘러가지 않고, 그 계획 때문에 결국 그 계획과 반대되는 상황을 맞는다.

## 연출

### 장소와 세트
실제 영화에선 많은 장소가 나오지 않는다. 영화 내 환전소 역할을 하는 지하 공간이 끝이다. 심지어는 도박장 안의 모습도 영화에선 등장하지 않는다. 좀 더 세밀하게 나누면, 금고가 있는 환전소 안과, 손님들이 있는 환전소 밖으로 나뉜다. 여자 주인공이 도망치느라 지하 계단을 올라가 바깥으로 나온 한 번을 제외하면, 모든 배경이 환전소 안에서 진행된다.
이 곳은 실제 환전소는 아니고, 개포동에 있는 지하 주차장이다. 문병곤 감독이 장소를 알아보고, 직접 세트를 지었다고 한다.

### 촬영 기법
영화에는 전반적으로 많은 컷이 사용된다. 초반 1분에만 컷이 19번 바뀐다. 특히 여자 주인공이 상품권을 셀 때, 계수기의 모습, 바뀌는 숫자, 세어지는 상품권, 돈을 꺼내는 여자의 손, 떨리는 남자의 손 등 세밀한 컷이 빠르게 사용된다.
영화 전체적으로 보면 영화는 남자의 얼굴을 자세히 보여주지 않는다. 남자의 모습부터 덮수룩한 머리를 하고 있어, 눈이 제대로 보이지 않으며, 촬영할 시에 장애물로 남자의 얼굴을 가린다. 게다가 남자가 항의하는 부분에선 얼굴 대신 주로 남자의 손이 나온다. 유일하게 남자의 눈이 언뜻 보이는 순간은 살의를 가지고 사장에게 다가갈 때이다.

### 소품
영화에선 섬세한 소품을 사용한다. 특히 주된 배경인 환전소 안은 다양한 소품들로 채워져있다. 영화에서 가장 중요한 역할을 하는 금고가 있으며, 벽에 걸린 열쇠, 못, 드라이버 등 영화 진행에 직접적으로 연관이 있는 소품도 있다. 또한 그 외에도 빛 바랜 달력, 신문지, 찌그러진 비락 식혜 캔 같이 분위기를 만들어 주는 소품도 있다.
영화에서 글씨가 써진 경고문구가 총 4개('음주자 출입 금지', '관계자외 출입금지', '경찰 단속시 대피로', '창구에 손을 넣지 마시오.') 그 중에서도 '창구에 손을 넣지 마시오'는 클로즈업이 되며 강조되며, 남자에게 경고하는 역할을 한다.

### 음향
영화는 음향 효과를 이용하여 긴장감을 고조한다. 영화에 나오는 효과음(남자가 손가락으로 카운터 탁자를 두드리는 소리, 돈 세는 소리, 망치 소리 등)은 점점 커진다. 소리로 남자의 조급함과 돈의 조급함을 표현한다. 실제로 문 감독은 소리에 많이 의지했으며, 불안감과 긴장감을 고조시키기 위해서 반복적으로 소리를 사용했다고 설명했다.

## 칸 영화제

### 심사평
2013년 칸 영화제 단편 부문에는 132개국에서 3,500편의 작품이 출품됐고, 《세이프》를 비롯해 9편이 본선 경쟁 부문에 올랐다. 《세이프》는 경쟁 부문에 오른 9편의 다른 후보작 가운데 가장 사회성이 짙은 작품이란 평가를 받았다. 심사위원이었던 제인 캠피언 감독은 ‘영화가 긴장감이 있다. 다음 사건이 어떻게 펼쳐질지 궁금증을 유발하면서 관객들을 이야기 속으로 끌어당기는 힘이 있다. 무엇보다 강렬한 메시지가 돋보인다.’라는 심사평을 남겼다.

### 수상 소감
문병곤 감독은 칸 영화제에서 수상을 할 때 수상소감을 말하지 못했다. 사전에 칸 영화제 측에서 아무런 언지가 없어 다른 영화가 상을 받을 줄 알고 있었다. 그러나 본인이 수상을 하자 당황한 나머지 무대에 올라가 상을 받고는 아무 말도 하지 않았다. 수상 소감이 있는 줄 몰랐다고 한다. 게다가 퇴장 시에도 원래 앞으로 나가야 하는데 뒷문으로 퇴장했다.

### 의상
문병곤 감독은 수상 당시 칸 영화제에 20만원짜리 턱시도를 사 입고 갔다.

## 기타

### 제작비
이 영화는 적은 제작비로 화제를 모았다. 제작비는 총 800만원이 들었다. 그 중 500만원은 신영균문화재단 필름게이트 제3차 공모에 당선돼 사전제작 지원금으로 나온 돈이다. 그리고 나머지 300만원이 문병곤 감독의 사비였다. 문병곤 감독은 300만원을 모으기 위해 빵집과 편의점 아르바이트, 시나리오 수정 일 등을 했다고 밝혔다.

### 제작 기간
영화의 촬영은 나흘만에 끝이 났다. 개포동의 한 지하 주차장에서 사흘동안 세트를 짓고, 나흘동안 촬영이 진행됐다. 시끄럽다는 주변 주민들의 항의에 연기 연습기간은 따로 없었으며, 바로 본 촬영에 들어갔다.
촬영은 나흘이었지만, 편집 기간만 3개월이 걸렸다. 또한 영화의 사전 준비 기간은 3~4개월이었다.

### 런닝 타임
나흘동안 촬영으로 찍은 분량은 100분 정도였으나, 편집을 거친 실제 영화의 런닝 타임은 13분이 됐다.

### 스태프
제작 및 촬영에 참여한 총 스태프 인원은 배우를 제외하고 4명이었다. 본인과, 여자친구와, 촬영, 조명 감독이 참여했다고 한다.

### 에피 소드
영화에 사장 역할로 출연한 배우가 본인 촬영 분량을 다 찍고는 스태프로 참여했다. 그리고는 금고를 옮기다가 허리를 다쳐, 구급차까지 부르는 상황이 생겼다.

## 영화제 출품 및 수상
| 연도 | 영화제                      | 부문                      | 비고 |
| ---- | --------------------------- | ------------------------- | ---- |
| 2013 | 66회 프랑스 칸 영화제       | 황금종려상 단편           | 수상 |
| 2013 | 12회 미쟝센 단편영화제      | 세계 3대 영화제 수상작    |      |
| 2013 | 18회 부산국제영화제         | 와이드 앵글-단편 쇼케이스 |      |
| 2013 | 1회 필름게이트 단편영화제   | 초청 상영작               |      |
| 2013 | 24회 스톡홀름 국제영화제    | 단편경쟁작                | 후보 |
| 2013 | 11회 아시아나국제단편영화제 | 시네마 올드 앤 뉴         |      |
| 2013 | 13회 전북독립영화제         | 개막작                    |      |
| 2013 | 39회 서울독립영화제         | 특별초청                  |      |
| 2013 | 7회 대전독립영화제          | 한국독립영화 현재 진행형  |      |
| 2014 | 37회 포클랜드국제영화제     | 단편영화                  |      |
| 2014 | 2회 필름게이트 단편영화제   | 상영작                    |      |
| 2015 | 12회 서울국제사랑영화제     | 해외영화제 단편특선       |      |